# Fort Apache (Arizona)
Fort Apache è una comunità non incorporata degli Stati Uniti d'America, situata nello stato dell'Arizona, nella contea di Navajo.